# Börßum
Börßum [bœʁ.sʊm] ist eine Gemeinde der Samtgemeinde Oderwald im Landkreis Wolfenbüttel in Südost-Niedersachsen, Deutschland. Börßum ist Sitz der Verwaltung der Samtgemeinde Oderwald.

## Geografie
Der Ort liegt wenige Kilometer nördlich des Harzes, nördlich von Schladen, rund elf Kilometer südlich von Wolfenbüttel und befindet sich unweit südöstlich des Oderwalds. Börßum liegt auf den östlichen Uferhöhen der Oker und markiert den Beginn des Unter-Naturraums Börßum-Braunschweiger Okertal im Ostbraunschweigischen Hügelland.
Südlich des Ortes vereinigen sich die beiden Arme der vom Harz kommenden Ilse, die Mühlen-Ilse und die Kanal-Ilse, und münden seit den 1950er Jahren auf dem Gemeindegebiet in die Oker. Von Osten begrenzt die aus Hedeper heranfließende Hasenbeeke die Siedlung nach Süden. Die Täler aller drei Flussläufe wurden in der Vergangenheit für Bahnstrecken genutzt und waren damit geografische Randbedingung für den Knotenpunkt Börßum.
Ortsteile der Gemeinde sind Börßum, Achim, Bornum, Kalme und Seinstedt.

## Geschichte
Börßum hatte schon viele Namen: 1135 Borsne, 1310 Borssen, 1338 Borssem, 1422 Groß Borsem, 1581 Borsum, 1652 Börsumb, gegen 1770 Borsheim, 1765 Boersheim, ab 1762 erstmals Börßum. Die Edelherren von Meinersen waren in Borsen begütert. Sie gaben um 1220 aus ihrem Eigenbesitz 2 Hufen als Lehen an die Brüder von Esbeck.
Zum 1. November 2011 wurde die Gemeinde Achim nach Börßum eingemeindet.
Zur Entwicklung des Postwesens siehe: Postroute Wolfenbüttel-Harzburg.

## Eingemeindungen
Am 1. November 2011 wurde die Nachbargemeinde Achim eingegliedert. Diese wurde bereits am 1. März 1974 um die damaligen Gemeinden Kalme und Seinstedt vergrößert. Ebenfalls am 1. März 1974 wurde die Gemeinde Bornum zu einem Ortsteil ihrer Nachbargemeinde Börßum.

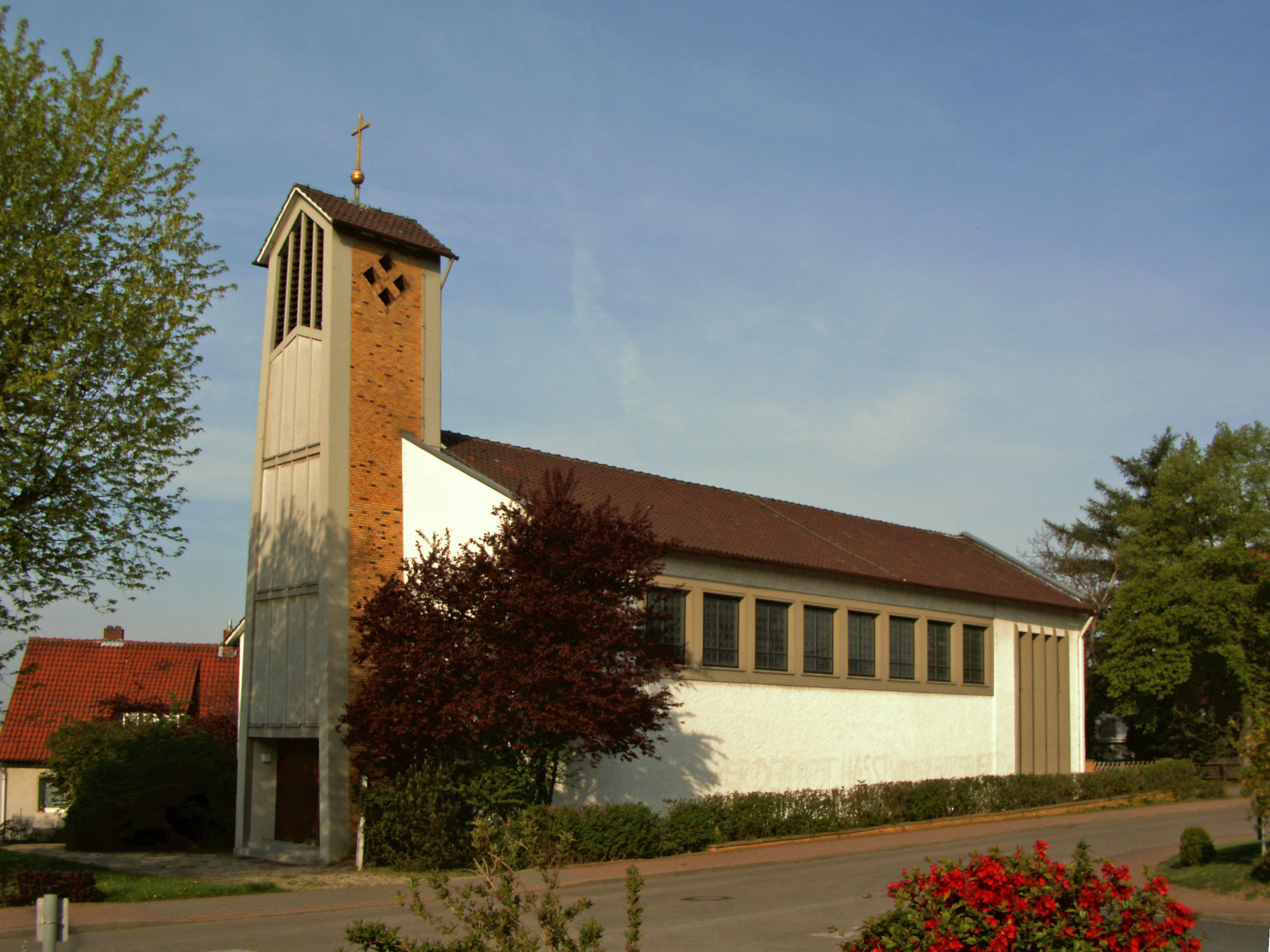
St.-Bernward-Kirche (2009)

## Religion
In Börßum befindet sich die evangelische Peter-und-Paul-Kirche. Die Kirchengemeinde gehört zum Pfarrverband Börßum-Achim-Bornum der Propstei Schöppenstedt.
Im Jahre 1954 wurde die katholische Kuratie Börßum durch Vereinigung der beiden Pfarrvikarien Hornburg und Semmenstedt gegründet. 1959/60 folgte der Bau der Kirche St. Bernward. 2011 wurde die Kirche profaniert, zuletzt gehörte sie zur Pfarrgemeinde St. Petrus in Wolfenbüttel. Heute befindet sich die nächstgelegene katholische Kirche im zwei Kilometer entfernten Heiningen.

## Politik

### Gemeinderat
Der Rat der Gemeinde Börßum setzt sich aus 13 Mitgliedern zusammen. Die Ratsmitglieder werden durch eine Kommunalwahl für jeweils fünf Jahre gewählt.
Bei der Kommunalwahl 2021 ergab sich folgende Sitzverteilung:
| Gemeinderat 2021Insgesamt 13 Sitze - SPD: 5 - Grüne: 1 - Unabh.: 1 - UWG: 3 - CDU: 3 |

### Bürgermeister
Der ehrenamtliche Bürgermeister ist Andreas Hauenschild (UWG).

### Wappen
Blasonierung: „Von Blau und Gold gespalten mit einem von drei Lilien besteckten Ring in gewechselten Farben.“
Die Farben sind die des ehemaligen Herzogtums Braunschweig. Das Wappen geht auf ein schildförmiges Siegel des Friedrich von Börßum von 1311 zurück, das noch heute im Staatsarchiv Wolfenbüttel vorhanden ist. Die Zweifeldrigkeit spielt auf die früher vorhandenen Orte Börßum und Klein Börßum und heute auf die Ortschaften Börßum und Bornum an.

## Wirtschaft und Infrastruktur
In Börßum befindet sich eine Grundschule, die 1899 erbaut und in den Jahren 2002 und 2003 umgebaut wurde. Darüber hinaus bestehen ein Kindergarten sowie Einrichtungen der Nah- und Gesundheitsversorgung. Des Weiteren gibt es zahlreiche Sportangebote wie Fußball und Basketball. Börßum ist Sitz der Volksbank Börßum-Hornburg eG.

## Verkehr

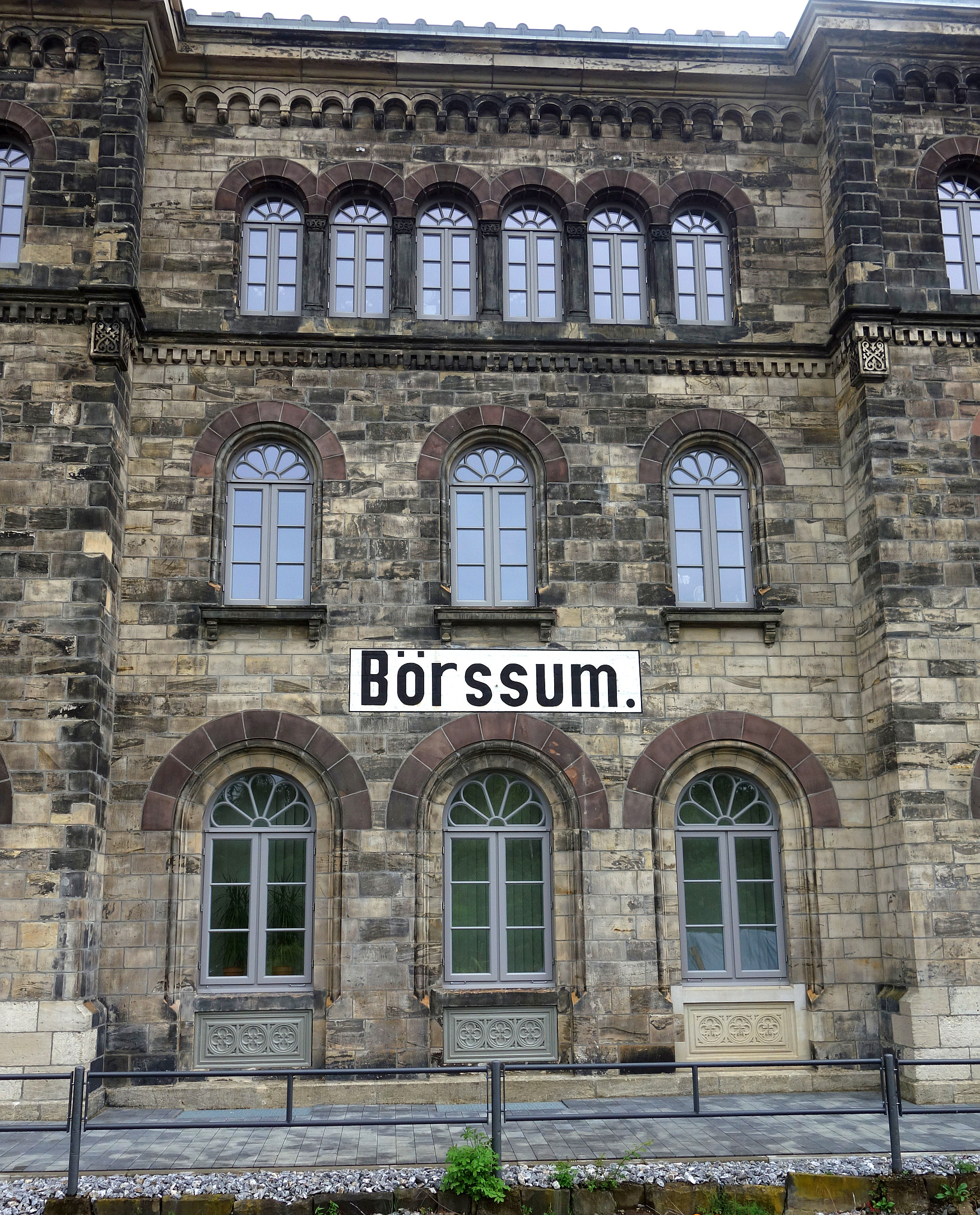
Bahnhofsgebäude Börßum von der Gleisseite aus (2017)

Börßum verfügt über einen Passagierhaltepunkt, der (Stand: August 2023) im Stundentakt durch die RB 42 Braunschweig–Bad Harzburg und RB 43 Braunschweig–Goslar des EVU erixx bedient wird. Historisch war Börßum ein regional wichtiger Eisenbahnknoten.